# Sania capensis
Sania capensis är en stekelart som beskrevs av Mason 1983. Sania capensis ingår i släktet Sania och familjen bracksteklar. Inga underarter finns listade i Catalogue of Life.